# 28-я армия (СССР)
28-я армия — оперативное войсковое объединение (общевойсковая армия) в составе Вооружённых Сил СССР. Участвовала в Великой Отечественной войне. После её окончания находилась в составе Белорусского военного округа.

## Первое формирование

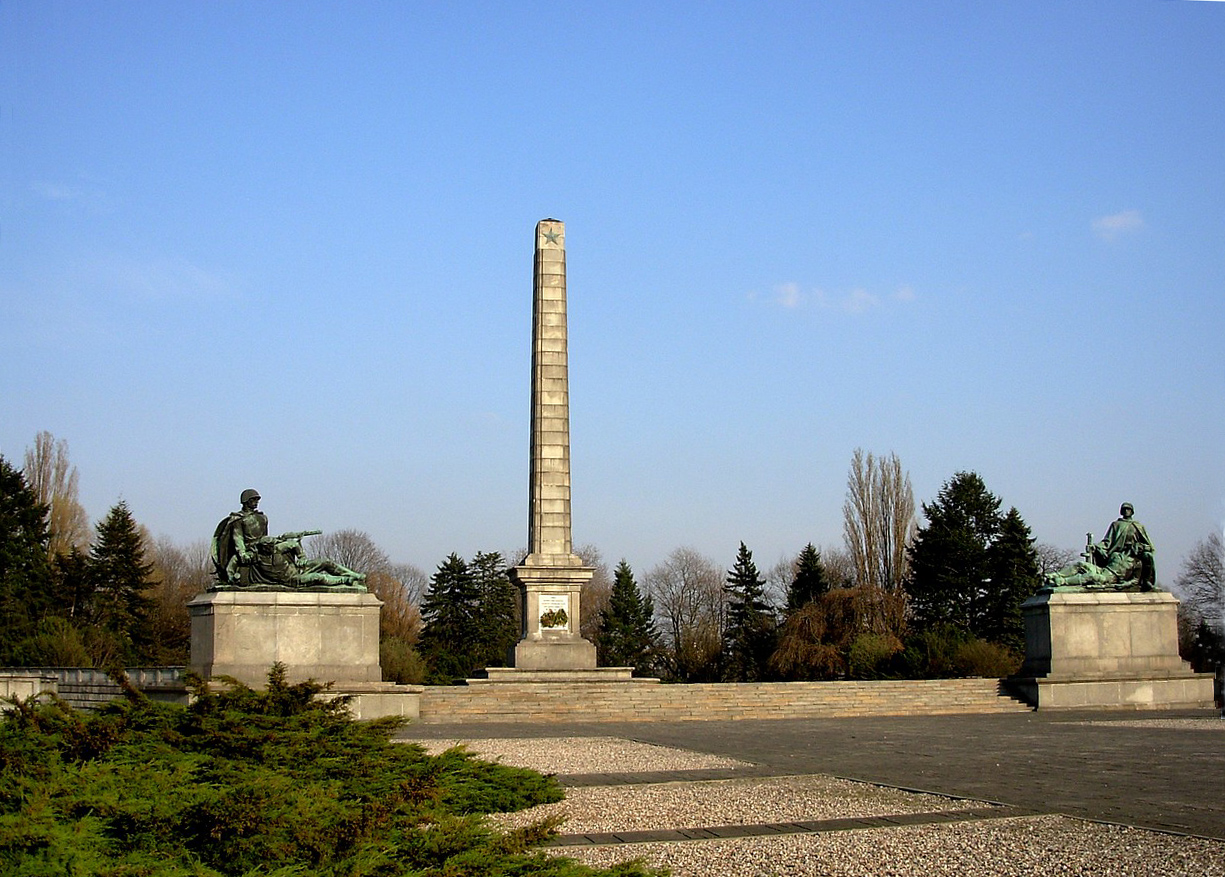
Военное мемориальное кладбище в Варшаве, где похоронены воины 28-й армии.

Впервые сформирована в июне 1941 года в Архангельском военном округе с непосредственным подчинением Ставке ВГК. В неё входили 30-й и 33-й стрелковые корпуса, 69-я моторизованная дивизия, артиллерийские и другие части. В середине июля была передана Фронту резервных армий, а 21 июля — Западному фронту.
Армия принимала участие в Смоленском сражении, в ходе которого 23 июля 1941 года 145-я, 149-я стрелковые и 104-я танковая дивизии нанесли контрудар по немецко-фашистским войскам из района Рославль в направлении Починок, Смоленск. Успех, достигнутый в начале контрудара, заставил противника сосредоточить против 28-й армии крупные силы (10 дивизий, включая 2 танковые и 1 моторизованную), которые нанесли по ней удары с флангов и тыла. С 3 августа армия вела оборонительные бои в полном окружении.
При прорыве из окружения части армии понесли тяжелейшие потери, а связь со штабом была временно утеряна. Командующий армией В. Я. Качалов согласно приказу № 270 был объявлен предателем, он был заочно приговорен к расстрелу. Только после смерти Сталина, на основании уже после войны установленных обстоятельств гибели храброго командарма в бою 4 августа 1941 года, 23 декабря 1953 года Военной коллегией Верховного Суда СССР приговор 1941 года в отношении генерал-лейтенанта Качалов был отменён и Качалов был полностью реабилитирован[5].
10 августа управление армии было расформировано, а вышедшие из окружения части переданы на формирование частей Резервного фронта.

## Второе формирование
28-я армия 2-го формирования была сформирована 15 ноября 1941 года в Московском военном округе. В её состав вошли 359, 363, 367 и 375-я стрелковые дивизии и другие части.
С 1 декабря 1941 до апреля 1942 года армия находилась в резерве Ставки ВГК, а затем была передана Юго-Западному фронту. В мае—июле принимала участие в неудачной Харьковской операции, вела ожесточённые оборонительные бои с превосходящими силами противника на р. Оскол в районе Валуйки и в большой излучине Дона. Избежала окружения.
По состоянию на 17 июля 1942 года 28-я армия имела численность в пределах полутора тысяч деморализованных и измождённых человек, среди которых преобладали военнослужащие тыловых служб, из них в штабе армии — 117 человек, в 175-й сд — 352 человека, в 169-й сд — 786 человек, в 15-й гвсд — 325 человек, в 17-я истребит. бр. — 21 человек.
22 июля 1942 года управление армии со всеми армейскими частями переименовано в 4-ю танковую армию, а тылы переданы в 21-ю армию.
Командующими армией были И. В. Тюленев (02.11.1941 — 04.03.1942), Д. И. Рябышев (08.05.1942 — 04.07.1942)

## Третье формирование

### В годы войны
5 сентября 1942 года было принято решение о создании 28-й армии третьего формирования.
Основой третьего формирования 28-й армии стали 34-я гвардейская стрелковая дивизия и 152-я отдельная стрелковая бригада (сформирована в городе Уральске осенью 1942 года).
10 сентября 1942 года на базе курсантских полков Астраханского военного училища была сформирована 248-я стрелковая дивизия.
В оперативное подчинение 28-й армии были переданы 47-я отдельная железнодорожная бригада (командир — полковник В. М. Голышин), 30-й и 33-й отдельные дивизионы бронепоездов (командиры — капитан И. М. Сафонов и майор Г. Ф. Атанов), 35-й отдельный бронеавтомобильный батальон в составе моряков-мотористов и пулемётчиков.
28-я армия 3-го формирования была сформирована в сентябре 1942 года на базе расформированного Сталинградского военного округа. Первоначально в её состав входили 34-я гвардейская стрелковая дивизия, 248-я стрелковая дивизия, 52-я, 152-я, и 159-я стрелковые бригады, 78-й и 116-й укреплённые районы и другие части.
26 октября 1942 года решением Ставки 28-й армии была придана 6-я отдельная гвардейская танковая бригада гвардии подполковника Кричмана.
19 ноября 1942 года в 15.00 началось выдвижение на передовую части 34-й гвардейской стрелковой дивизии, в 17.00 — 899-го стрелкового полка, а в 20.00 — 152-й отдельной стрелковой бригады и 6-й гвардейской танковой бригады.
20 ноября 1942 года в 03.30 марш был завершён.
29 декабря 1942 года 152-я отдельная стрелковая бригада, продвигаясь вдоль элистинской дороги, к 16.00 достигла местности в 4 км северо-восточнее Улан-Эрге.
Учитывая сложившуюся обстановку, военный совет Южного фронта поставил перед 28-й армией новую задачу: войскам правого фланга (34-я гвардейская стрелковая дивизия, 152-я отдельная стрелковая бригада, 6-я гвардейская танковая бригада) и соединениям, находившимся до этого в резерве (79, 98, 99 и 156-й отдельным стрелковым бригадам), вести наступление вдоль северного берега Маныча на Пролетарскую и Сальск, а войскам левого фланга армии (248-я стрелковая дивизия и 159-я отдельная стрелковая бригада) — форсировать Маныч в направлении на Дивное, овладеть этим населённым пунктом, а затем наступать на Сальск по территории, расположенной на левом берегу Маныча.
В декабре 28А начала наступательную операцию в направлении Элиста, Сальск, Ростов-на-Дону и 31 декабря освободила г. Элиста. Успешно развивая наступление, войска армии (с 1 января 1943 года она входила в состав Южного фронта) 22 января освободили Сальск, а 14 февраля во взаимодействии с войсками 5-й ударной армии — г. Ростов-на-Дону (Ростовская операция (1943)). 20 февраля соединения армии вышли на р. Миус, где перешли к обороне.
В августе—октябре 1943 года армия в составе войск Южного (с 20 октября 1943 года 4-го Украинского) фронта принимала участие в Донбасской и Мелитопольской наступательных операциях, в результате которых был освобождён Донбасс и советские войска вышли в низовья Днепра, к Крымскому перешейку и захватили плацдарм на южном берегу залива Сиваш.
В феврале армия участвовала в Никопольско-Криворожской операции 1944 года, а в марте (в составе 3-го Украинского фронта) в Березнеговато-Снигирёвской операции 1944 года, в ходе которых её войска во взаимодействии с другими армиями освободили большое количество населённых пунктов на юге страны, среди них гг. Херсон, Николаев и другие.
В конце марта была выведена в резерв Ставки ВГК и затем передислоцирована на центральный участок советско-германского фронта, где в июне—июле 1944 года в составе 1-го Белорусского фронта принимала участие в разгроме немецко-фашистских войск в Белоруссии (см. Белорусская операция (1944), Бобруйская операция (1944)). В трудных условиях лесисто¬болотистой местности войска 28А успешно прорвали оборону противника на паричском направлении и с боями в течение месяца продвинулись на 400 км. Затем, форсировав р. Западный Буг в районе г. Брест, её войска пересекли государственную границу СССР и продолжали стремительное преследование врага на территории Польши (см. Люблин-Брестская операция).
В середине октябре 1944 года армия была передана 3-му Белорусскому фронту, в составе которого в октябре участвовала в наступлении в Восточной Пруссии (Гумбиннен-Гольдапская операция).
Введённая в сражение из 2-го эшелона фронта, она завершила прорыв укреплений противника в приграничной полосе и 25 октября овладела г. Шталлупенен (Нестеров).
В январе—апреле войска армии принимали участие в Восточно-Прусской операции 1945 года, в ходе которой прорвали сильно укреплённую оборону противника и вышли в центр, часть Восточной Пруссии. В дальнейшем, развивая наступление, армия во взаимодействии с другими войсками 3-го Белорусского фронта овладела побережьем Балтийского моря юго-западнее г. Кёнигсберг (Калининград) и тем самым отрезала пути отхода восточно-прусской группировке противника.
После ликвидации окружённой в районе Кёнигсберга группировки противника армия в апреле 1945 года была передана в состав 1-го Украинского фронта и участвовала в Берлинской операции 1945 года. Введённая в сражение из 2-го эшелона фронта, армия основными силами вела ожесточённые бои с целью завершения окружения и полного уничтожения франкфуртско-губенской группировки немецко-фашистских войск, а частью сил вместе с З гв. ТА осуществляла штурм Берлина.
Свои боевые действия закончила в Чехословакии, участвуя в Пражской операции 1945 года. Во взаимодействии с 52-й армией она успешно нанесла удар из района Ниски в направлении Циттау, Ческа-Липа и вышла на подступы к Праге с северо-востока, где приняла капитуляцию части окружённой крупной группировки немецко-фашистских войск.
За проявленные мужество, героизм и высокое воинское мастерство десятки тысяч воинов армии были награждены орденами и медалями. Ряд её соединений и частей удостоены правительственных наград и почётных наименований.

### Подчинение в годы войны
В период Великой Отечественной войны войска армии вели боевые действия в составе Сталинградского, Южного, 4-го и 3-го Украинских, 1-го и 3-го Белорусских фронтов и завершили боевые действия в подчинении 1 -го Украинского фронта.
Армия участвовала во многих сражениях Великой Отечественной войны, в том числе в Миусской операции, в Берлинской наступательной операции, Пражской наступательной операции.

### Состав на момент окончания Великой Отечественной войны
армии имела в своём составе:
- 3-й гвардейский стрелковый Краснознамённый корпус
  - 50-я гвардейская стрелковая Сталинская дважды Краснознамённая, орденов Суворова и Кутузова дивизия
  - 54-я гвардейская стрелковая Макеевская ордена Ленина Краснознамённая орденов Суворова и Кутузова дивизия
  - 96-я гвардейская стрелковая Иловайская ордена Ленина Краснознамённая ордена Суворова дивизия
- 20-й стрелковый корпус
  - 48-я гвардейская стрелковая Криворожская дивизия
  - 55-я гвардейская стрелковая Иркутско-Пинская дивизия
  - 20-я стрелковая Барановичская дивизия
- 128-й стрелковый корпус
  - 61-я стрелковая Никопольская дивизия
  - 130-я стрелковая Таганрогская дивизия
  - 152-я стрелковая Днепровская дивизия

Части армейского подчинения:
- 6-й отдельный Краснознаменный[4]ордена Александра Невского[5] полк связи

### Послевоенное время (в составеБелорусского ВО)
В сентябре 1945 г. соединения 28-й армии, передислоцируемые на территорию СССР, прибыли маршем в Белоруссию, в состав войск Барановичского военного округа.
В рамках послевоенного (1945-47 гг.) сокращения Вооружённых Сил количество стрелковых соединений сокращалось, а их качественный состав усиливался.
В сентябре 1954 г. 12-я гвардейская механизированная Мозырская дивизия и 50-я гвардейская стрелковая Сталинская дивизия в составе 128-го стрелкового Гумбинненского корпуса были основой войсковой группировки Тоцких учений Советской Армии с реальным применением 40-килотонной атомной авиабомбы.
В 1957 г. управления стрелковых корпусов были упразднены, стрелковые дивизии переформированы в мотострелковые, а механизированные дивизии — в танковые:
- 8-я механизированная дивизия — в 28-ю танковую Александрийскую Краснознамённую ордена Кутузова дивизию (Слоним);
- 12-я гвардейская механизированная дивизия — в 33-ю (с 1965 г. — 15-ю) гвардейскую танковую Мозырскую Краснознамённую ордена Суворова дивизию (Брест).

В августе 1968 г. 15-я гвардейская танковая и 30-я (до 1965 г. — 55-я) гвардейская мотострелковая дивизии 28-й армии были введены в Чехословакию, где остались в составе Центральной группы войск. В свою очередь, в составе 28-й армии была сформирована 76-я танковая дивизия (Брест), а в 1979 г. в Гродно была дислоцирована выведенная из ГДР 6-я гвардейская танковая дивизия.
Таким образом, в 1980-е гг. в составе 28-й армии имелись 6-я гв., 28-я, 76-я танковые и 50-я гв. мотострелковая дивизии.
В конце 1980-х годов 28-я танковая дивизия была расформирована, а 76-я танковая дивизия была преобразована в 5356-ю базу хранения вооружения и техники.

### Состав армии в конце 1980-х гг.
- Штаб армии, управление командующего и 645-й отдельный батальон охраны и обеспечения (г. Гродно)
- 6-я гвардейская танковая ордена Ленина, Краснознамённая, орденов Суворова и Богдана Хмельницкого дивизия (г. Гродно)

Всего: 229 танков Т-72, 122 БМП (107 БМП-2, 15 БРМ-1К), 23 БТР, 72 САУ (48 2С1, 24 2С3), 12 РСЗО;
- 28-я танковая Александрийская Краснознамённая, ордена Кутузова дивизия (Слоним)[~ 1]
- 76-я танковая дивизия (Брест)[~ 2]

Всего: 314 Т-62, 38 БМП-1, 15 БРМ-1К, 3 БТР-60, 12 БМ-21 «Град», 1 2С1 «Гвоздика», 1 2С3 «Акация», 2 2С7 «Пион», 2 2А36 «Гиацинт-Б», 3 2А65 «Мста-Б», 3 Д-30
- 50-я гвардейская мотострелковая Сталинская дважды Краснознамённая, орденов Суворова и Кутузова дивизия (г. Брест)

Всего: 187 танков Т-72, 51 БМП (36 БМП-2, 15 БРМ-1К), 232 БТР (7 БТР-80, 180 БТР-70, 45 БТР-60), 12 РСЗО Град.
- 465-я ракетная бригада (г. Барановичи)
- 120-я зенитная ракетная Ярославская орденов Кутузова и Красной Звезды бригада (г. Барановичи)
- 108-я бригада материального обеспечения (г. Гродно)
- 111-й гвардейский пушечный артиллерийский Кёнигсбергский Краснознамённый, ордена Кутузова полк (г. Брест) (24 2С5 «Гиацинт», 36 2А65, 2 БТР-60)
- 801-й реактивный артиллерийский полк (вг Слобудка около г. Пружаны) (36 БМ-21 «Град»)
- 1199-й реактивный артиллерийский полк (г. Пружаны) (39 9П140 «Ураган»)
- 954-й разведывательный артиллерийский полк (вг Слобудка около г. Пружаны)
- 74-й отдельный Берлинский Краснознамённый, ордена Александра Невского полк связи (г. Гродно)
- 255-й отдельный радиотехнический полк ОсНаз (г. Новогрудок)
- 95-я отдельная смешанная вертолётная эскадрилья (г. Гродно) (1 Ми-24, 7 Ми-8, 2 Ми-6, 3 Ми-24К)
- 362-я отдельная вертолётная эскадрилья (г. Лунинец)
- 174-я отдельная эскадрилья беспилотных средств разведки (г. Пружаны)
- 902-й отдельный десантно-штурмовой батальон (г. Гродно)
- 56-й отдельный инженерно-сапёрный батальон (г. Брест)
- 557-й отдельный инженерно-сапёрный батальон (г. Гродно)
- 586-й отдельный понтонно-мостовой батальон (г. Брест)
- 1583-й отдельный понтонно-мостовой батальон (г. Пружаны)
- 556-й отдельный переправочно-десантный батальон (г. Брест)
- 105-й отдельный радиорелейно-кабельный батальон (г. Гродно)
- 36-й отдельный радиотехнический батальон ПВО (г. Гродно)
- 930-й отдельный батальон радиоэлектронной борьбы (г. Гродно)
- 754-й отдельный батальон засечки и разведки (г. Волковыск)
- 40-й отдельный батальон химзащиты (г. Волковыск)
- 5167-я ремонтно-восстановительная база (г. Волковыск)
- 69-й отдельный автомобильный батальон (г. Гродно)
- 582-й командный разведывательный центр (г. Гродно)
- 22-я отдельная рота спецназа (г. Гродно)

## Командование

### Командующий
- генерал-лейтенант Качалов Владимир Яковлевич (25.06 — 4.08.1941),
- генерал армии Тюленев Иван Владимирович (15.11.1941 — 4.03.1942),
- генерал-лейтенант Рябышев Дмитрий Иванович (5.03 — 4.07.1942),
- генерал-майор Крючёнкин Василий Дмитриевич (4 — 12.07.1942),
- генерал-лейтенант Герасименко Василий Филиппович (9.09.1942 — 30.11.1943),
- генерал-лейтенант Гречкин Алексей Александрович (30.11.1943 — 20.05.1944),
- генерал-майор, с 24 мая 1944 — генерал-лейтенант Лучинский Александр Александрович (20.05.1944 — 06.1945).

### Член Военного совета
- бригадный комиссар Колесников Василий Тимофеевич (25.06 — 10.08.1941),
- дивизионный комиссар Дубровский Дмитрий Георгиевич (15.11.1941 — 10.01.1942),
- полковой комиссар Кривулин Абрам Моисеевич (12 — 28.12.1941),
- бригадный комиссар Абрамов Николай Васильевич (10.01 — 19.04.1942),
- бригадный комиссар Попель Николай Кириллович (19.04 — 4.07.1942),
- полковой комиссар Гришко Григорий Елисеевич (21.05 — 12.07.1942),
- бригадный комиссар Лучко Филипп Павлович (4 — 12.07.1942),
- корпусный комиссар, с 6 декабря 1942 — генерал-майор Мельников Алексей Николаевич (9.09.1942 — 11.05.1945),
- бригадный комиссар, с 6 декабря 1942 — генерал-майор Семёнов Дмитрий Прокофьевич (25.09.1942 — 17.11.1943),
- полковник, с 19.01.1944 — генерал-майор Печерица Пётр Лукич (17.11.1943 — 17.10.1944),
- полковник Журавлёв Иван Васильевич (17.10.1944 — 9.05.1945).

### Начальник штаба
- генерал-майор Егоров Павел Григорьевич (25.06 — 10.08.1941),
- генерал-полковник Кузнецов Фёдор Исидорович (15.11 — 9.12.1941),
- генерал-майор технических службы Маслов Алексей Гаврилович (20.02 — 25.04.1942),
- генерал-майор Мартьянов Александр Алексеевич (25.04 — 13.06.1942),
- генерал-майор Ветошников Леонид Васильевич (14.06 — 3.07.1942),
- полковник Щитов-Изотов Иван Иосифович (3 — 12.07.1942),
- полковник Ерёменко Яков Филиппович (9 — 27.09.1942),
- генерал-майор Рогачевский Самуил Миронович (27.09.1942 — 28.06.1945).

## Командующие армией после ВОВ
- февраль 1946 — май 1946 года — генерал-лейтенант Перхорович, Франц Иосифович
- май 1946 — март 1947 года — генерал-лейтенант  Шафранов, Пётр Григорьевич
- март 1947 — апрель 1949 года — генерал-полковник Гусев, Николай Иванович
- апрель 1949 — декабрь 1953 года — генерал-полковник  Чистяков, Иван Михайлович
- январь 1954 — июнь 1957 года — генерал-лейтенант, с ноября 1956 генерал-полковник  Андреев, Андрей Матвеевич
- июнь 1957 — октябрь 1960 — генерал-лейтенант Якушов, Александр Васильевич
- октябрь 1960 — август 1962 года — генерал-лейтенант танковых войск  Фомичёв, Михаил Георгиевич
- август 1962 — август 1967 года — генерал-лейтенант Фроленков, Михаил Николаевич
- август 1967 — ноябрь 1969 года — генерал-майор, с февраля 1968 генерал-лейтенант Салманов, Григорий Иванович
- ноябрь 1969 — февраль 1973 года — генерал-майор, с апреля 1970 генерал-лейтенант Абашин, Николай Борисович
- февраль 1973 — апрель 1974 года — генерал-майор Крапивин, Валентин Иванович
- апрель 1974 — февраль 1976 года — генерал-майор, с апреля 1975 генерал-лейтенант танковых войск Вариченко, Сергей Иванович
- февраль 1976—1978 года — генерал-лейтенант Арменополов, Григорий Георгиевич
- 1978 — июнь 1979 года — генерал-лейтенант Волхонский, Иван Петрович
- июнь 1979 — октябрь 1981 — генерал-майор, с мая 1980 генерал-лейтенант Лобов, Владимир Николаевич
- октябрь 1981 — апрель 1984 года — генерал-лейтенант Гусев, Юрий Александрович
- апрель 1984 — апрель 1986 года — генерал-лейтенант Калинин, Михаил Николаевич
- апрель 1986 — январь 1987 года — генерал-майор  Громов, Борис Всеволодович
- январь 1987 — март 1989 года — генерал-майор Селезнёв, Сергей Павлович
- март 1989 — июль 1991 года — генерал-майор, с апреля 1990 генерал-лейтенант Козловский, Павел Павлович
- июль 1991 — ноябрь 1992 года — генерал-майор Чилиндин, Владимир Михайлович

## В составе вооружённых сил Республики Беларусь
С образованием независимой Республики Беларусь на базе сил Белорусского военного округа были созданы национальные вооружённые силы. В 1993 году 28-я общевойсковая Краснознамённая армия была преобразована в 28-й армейский корпус, в 2001 году в Западное оперативное командование.
По состоянию на 2011 год основой сил Западного оперативного командования являются 6-я отдельная гвардейская механизированная Киевско-Берлинская ордена Ленина, Краснознамённая, орденов Суворова и Богдана Хмельницкого бригада (Гродно) и 11-я отдельная гвардейская механизированная Прикарпатско-Берлинская Краснознамённая, ордена Суворова бригада (Слоним), а также отдельные соединения и части.

## Память

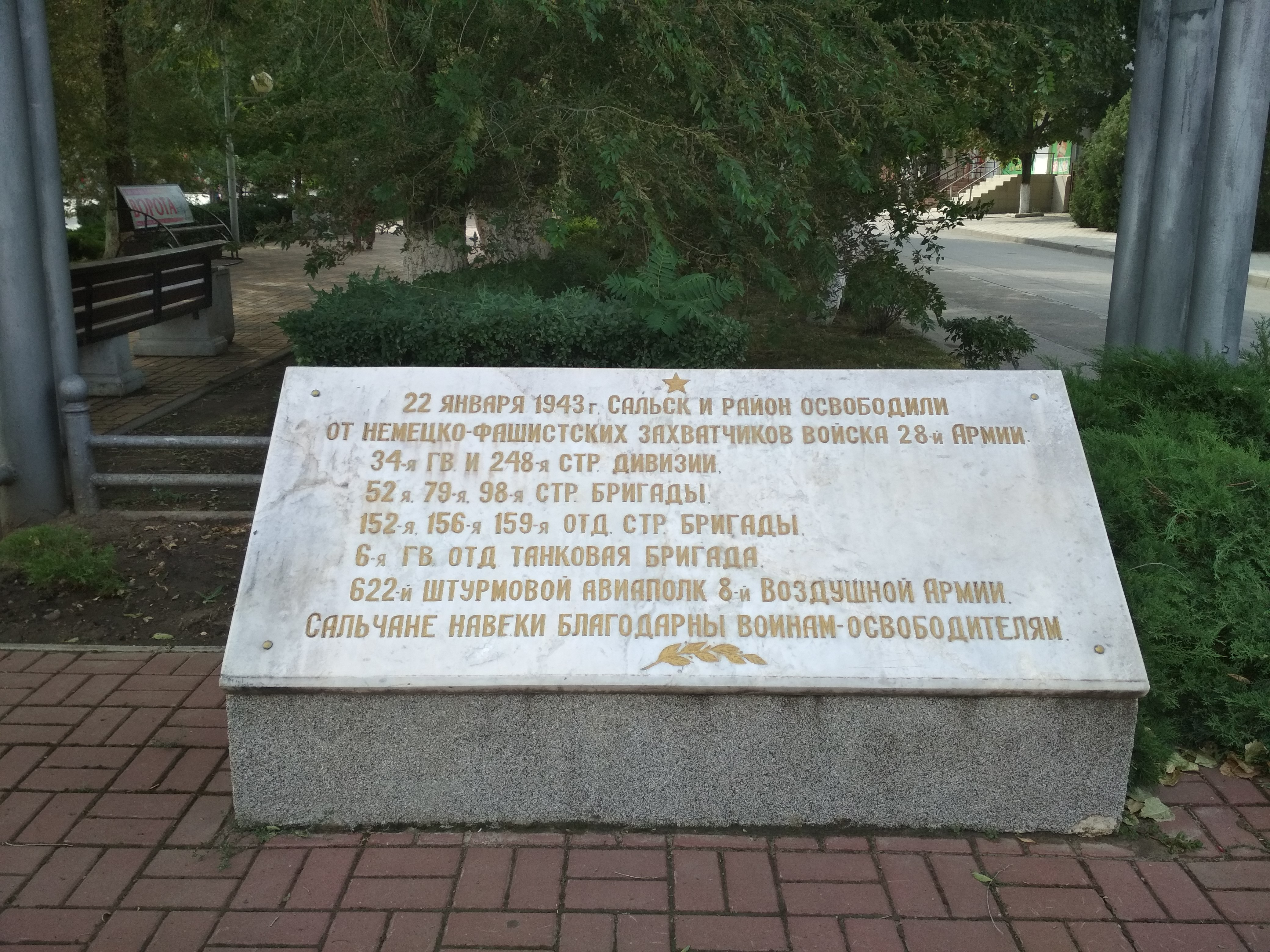
Памятный знак в Сальске в честь освобождения города воинами 28-й армии.

- Около населённого пункта Хулхута Яшкульского района Калмыкии находится Мемориальный комплекс воинам 28-й армии.
- В Элисте находится памятник воинам 28-й армии.
- В Сальске находится памятный знак в честь освобождения города воинами 28-й армии.
- улица 28 Армии в Астрахани
- улица 28 Армии в Николаеве
- улица 28 Армии в Херсоне
- Улица 28 Армия в Элисте